# Gee (소녀시대의 노래)
〈Gee〉는 대한민국의 걸 그룹 소녀시대의 노래이다. 한국에서는 첫 미니 앨범 Gee의 타이틀곡으로 2009년 1월 5일 발매되었으며, 일본에서는 GIRLS' GENERATION의 두 번째 싱글로 2010년 10월 20일 발매되었다. 테디가 작곡, 작사를 맡았으며 첫사랑에 빠진 소녀가 어쩔 줄 몰라하는 귀여운 상황을 담은 빠른 댄스 팝 노래이다.
"Gee"는 공개되자마자 실시간 차트를 휩쓸며 좋은 반응을 얻었고, 《뮤직뱅크》에서 9주 연속 1위를 하며 역사상 가장 오래 1위를 한 두 번째 노래로 남았다.《인기가요》에서도 트리플 크라운을 달성했다. '"Gee"'는 현재까지도 소녀시대의 노래 중 가장 성공한 노래로 뽑히고있다. 일본 오리콘 데일리 싱글 차트에서도 일본을 제외한 아시아 걸 그룹으로써 최초로 1위에 올랐고, 위클리 싱글 차트에서는 최고 2위까지 올랐다. 또한 20만 장 이상 팔리며 일본 레코드 협회로부터 골드 인증을 받았다.
뮤직비디오는 조수현 감독이 맡아 촬영했고, 샤이니의 민호가 특별출연했다. 소녀시대의 컨셉인 컬러풀한 스키니진은 "소시지룩"으로 불리며 패션 트렌드로 인기를 끌었다. 소녀시대는 2009년 1월 10일 《음악중심》에서 처음으로 컴백 무대를 가졌다. 이후 Into The New World (2009–10), The 1st Japan Arena Tour (2010), 2011 GIRLS’ GENERATION TOUR (2011–12)와 같은 소녀시대의 콘서트 투어에서 공연을 펼쳤다.

## 배경
소녀시대는 첫 미니 앨범 발매에 앞서 2009년 1월 5일 동명의 타이틀곡인 "Gee"를 디지털 다운로드로 선공개했다. 1월 7일에는 SM 엔터테인먼트를 통해 첫 미니 앨범 Gee를 발매했다. 소녀시대는 원래 2008년에 더피의 노래 "Mercy"를 리메이크한 노래 "Dancing Queen"을 새로운 앨범의 타이틀곡으로 선정하고 뮤직비디오 촬영과 안무, 녹음을 끝냈었는데, 발매 2주 전에 저작권 문제로 인하여 무산되었고, 이로 인해 이트라이브가 작사·작곡한 "Gee"가 타이틀곡으로 선정되었다.
2010년 10월 1일에는 일본에서 두 번째 싱글로 결정나 유니버설 뮤직 재팬 유튜브를 통해 티저 영상을 공개했고, 10월 20일 "Gee"를 발매했다. "Gee"의 컨셉은 발랄하고 청순한 소녀 이미지를 연출하기 위해 컬러풀한 스키니진에 짧은 면티의 의상을 입었다. 일본에서 "Gee" 활동을 할 당시에는 미니스커트를 입은 컨셉을 보여줬는데, SM 엔터테인먼트 측은 ""Gee"는 한국은 물론 중화권, 동남아 지역에서도 큰 인기를 얻었기 때문에 일본 싱글 재킷에서는 똑같은 콘셉트보다 변화를 줘 신선한 느낌을 주고 싶었다"며 이유를 말했다. 하지만, 의상 컨셉은 달라도 발랄한 느낌은 똑같다고 말했다.

## 평가
"Gee"는 강력한 후크로 긍정적인 평가를 받았다. 당시 음원 차트와 음악 방송 및 연말 대상을 모두 휩쓸었을 뿐 아니라, 예능계와 광고계까지 섭렵하며 섭외 1순위로 올랐다. TV만 틀면 소녀시대가 나오고 길거리만 지나가면 소녀시대의 노래와 소녀시대의 판넬이 길에 널려져 있었을 정도였다. 이로 인해 소녀시대 그룹 단체로도 잘 나갔을 뿐 아니라 멤버 개인당 화장품 로드샵 모델을 하나씩 도맡아 했을 정도로 당시 9명 멤버들 개인 인지도가 유명했다. 또한 예능에서는 ‘소녀시대 멤버 이름 5초 안에 전부 말하기’ 등과 같은 게임이 유행하기도 했다.
뿐만 아니라 <Gee>는 다리 춤 신드롬을 불러 일으킴과 동시에 전국민의 스키니진 대유행을 불러 일으켰다. 여자들 뿐 아니라 남자들도 형형색색의 스키니진을 입곤 했다. 

### 수상

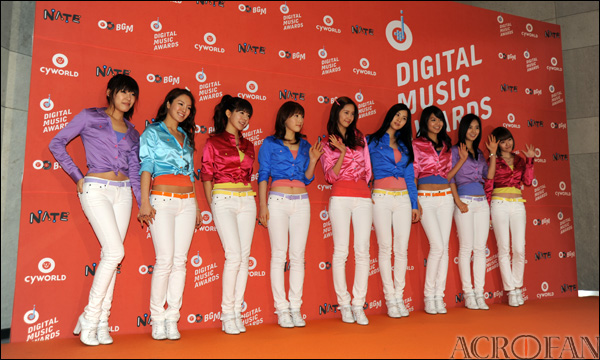
2009년 2월 22일 싸이월드 디지털 뮤직 어워드에서 소녀시대.

〈Gee〉는 수 많은 시상식에서 후보로 지명되었으며, 상을 받았다. 2009년 2월 22일 열린 싸이월드 디지털 뮤직 어워드에서 이달의 노래로 선정되었다. 2009년 8월 제3회 Mnet 20's Choice 핫 온라인 송 후보에, 11월 23일에는 Mnet 아시안 뮤직 어워드에서 여자 그룹상, 댄스 음악상 후보에 올랐으나, 수상은 실패했다. 12월 10일 제24회 골든디스크에서 디지털 음원 부문 대상과 본상 2관왕을 했다. 12월 16일 2009 멜론 뮤직 어워드에서는 올해의 노래상, 올해의 가수상을 비롯해 폰뮤직상, 장기랭크상, 스마트라디오상, 톱 10 총 6관왕을 했다. 2010년 2월 3일 제19회 하이원 서울가요대상에서는 디지털음원상, 본상을 수상했고, 2월 23일 가온 차트 발간 기념식에서 "지난 한해 디지털부분(온라인+모바일)에서는 소녀시대의 〈Gee〉가 가장 큰 사랑을 받은 곡으로 뽑혔다"며 디지털 음원상을 수상했다. 3월 30일 제7회 한국대중음악상에서는 올해의 노래상을 받았다. 12월 30일에는 제52회 일본 레코드대상에서 신인상을 받았다.

## 뮤직비디오
"Gee"의 뮤직비디오는 조수현 감독이 맡았고, 2008년 12월 중순에 경기도 양수리의 한 세트장에서 의류멀티숍을 배경으로 마네킹이란 컨셉으로 촬영했다. 뮤직비디오에는 샤이니의 민호가 특별출연했으며, 2009년 1월 7일 공개했다. 뮤직비디오는 공개되자마자 좋은 반응을 얻었다. 특히 곰TV 뮤직 차트에 누적 조회수 1,200만 건을 넘기며 10주 연속 1위를 하며 2009년 최고의 뮤직비디오로 뽑혔다. 일본에서는 2010년 10월 6일 일본 홈페이지를 통해 일본 버전 뮤직비디오를 공개했는데, 민호가 출연한 것은 물론 한국 버전과 비슷하게 만들어졌다. 2018년 2월 5일 공개 9년만에 유튜브 조회수 2억뷰를 돌파했다. 〈I Got a Boy〉에 이은 두 번째로 2억뷰를 돌파한 뮤직비디오가 되었다.

## 공연 활동

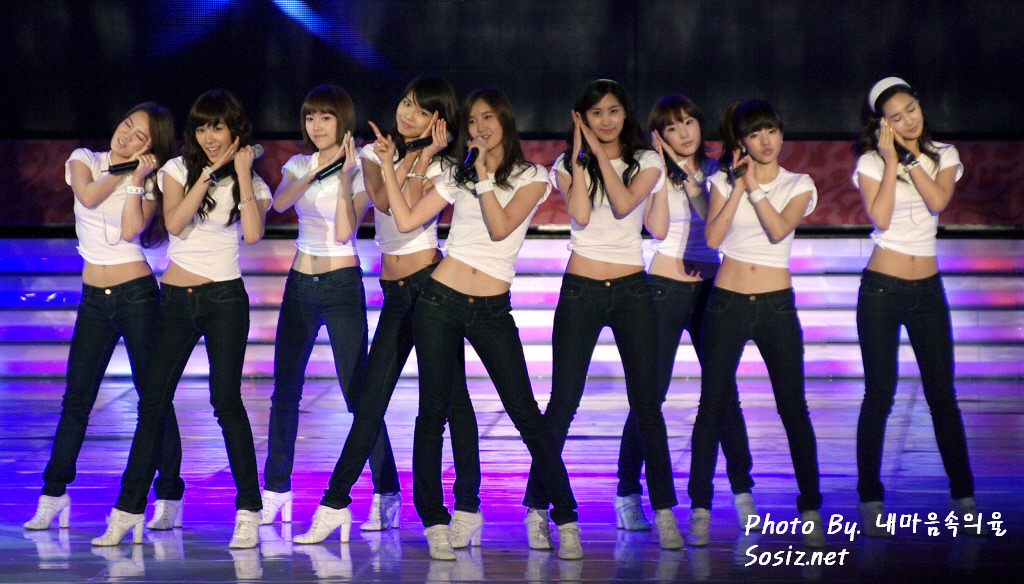
2009년 백상예술대상에서 "gee" 공연중의 소녀시대.

소녀시대는 2009년 1월 10일 MBC 《음악중심》을 통해 "Gee"와 〈힘내! (Way To Go)〉를 부르며 1년만에 공식 컴백 무대를 펼쳤다. 1월 11일에는 SBS 《인기가요》에서 짧은 흰색 티와 스키니청바지를 입고 "Gee"를 부르며 컴백 무대에 올랐다. 본래 소녀시대는 2009년 1월 9일 《뮤직뱅크》에서 첫 컴백 무대에 오르기로 했지만, 무대가 취소되고 16일 컴백 무대를 가졌다. 2월 15일 《인기가요》에서는 "Gee" 템포가 빠른 일렉트로닉 리믹스 버전으로 무대에 올랐지만, 일부에서는 원곡이 나았다는 평을 했다. 2월 27일에는 《뮤직뱅크》 무대를 끝내고 서울 올림픽공원 올림픽홀에서 진행된 제45회 백상예술대상에서 축하 공연을 펼쳤는데, 이날 멤버 티파니가 무대에서 내려오다 발목 부상을 당했다. 이때문에 다음 날 《음악중심》에서 티파니는 부상에도 불구하고 공연은 했으나, 안무를 소화하진 못했다. 이외에도 "Gee"는 소녀시대의 대표곡으로 많은 무대에서 공연을 했으며, 2009년 12월부터 2010년 10월까지 진행했던 첫 아시아 투어 Into The New World의 세트리스트로 결정되었다. 2011년에는 소녀시대의 첫 일본 투어였던 The 1st Japan Arena Tour에서 세트리스트에 포함되 마린걸같은 의상을 입고 공연을 펼쳤다. 비슷한 시기 시작된 소녀시대의 두 번째 아시아 투어 2011 GIRLS’ GENERATION TOUR에서도 이전 일본 투어와 똑같은 의상을 입고 "Gee"를 공연했다.

## 차트 성과
2010년 10월 20일 일본에서 "Gee" 발매 첫 날 20,838만 장을 팔아 오리콘 데일리 싱글 차트 2위에 오르며 소녀시대 싱글 중 가장 높은 순위로 데뷔했다. 이후 10월 26일자 데일리 싱글 차트에서 3,456장을 팔며 1위에 올랐는데, 이는 한국 걸 그룹은 물론 아시아 걸 그룹을 통틀어서도 최고의 기록이다. 이날 차트에는 첫 싱글 "Genie"도 10위에 올라 10위권에 2장의 싱글을 진입시켰다. "Gee" 발매 첫 주에는 66,203만 장을 팔아 2010년 10월 24일자 오리콘 위클리 싱글 차트 2위로 데뷔했다. 이는 일본을 제외한 아시아 걸 그룹 사상 처음있는 일이였으며, 일본 걸 그룹을 제외한 전체에서는 1980년 12월 영국 걸 그룹 놀란스가 "Wanted"로 2위를 기록한 이래 30여년 만에 이뤄낸 기록이다. 또한 소녀시대의 이전 싱글 "Genie"가 세웠던 일본 해외 여성 아티스트 데뷔 싱글 사상 최고 판매량으로 데뷔한 싱글이라는 기록도 갈아치웠다. 발매 둘째주에는 23,358만 장을 팔아 3위로 하락했다. 발매 3주 뒤, "Gee"는 누적 판매량 10만 장을 넘기며 일본 레코드 협회에서 골드 인증을 했다. 2010년 오리콘 연말 싱글 차트에서는 130,145만 장이 팔려 49위에 올랐다.

## 커버 버전 및 패러디
- MBC 《무한도전》에서 (유재석, 박명수, 정준하, 정형돈, 전진, 노홍철)이 패러디했다.[34]
- MBC 《태희혜교지현이》에서 박미선, 정선경, 홍지민, 최은경, 김희정이 패러디했다.[35]
- MBC 《음악여행 라라라》에서 윤하가 "Gee"를 R&B 버전으로 불렀다.[36]
- KBS 《개그콘서트》에서 개그맨 한민관이 "Gee"를 패러디 하여 객석을 웃음바다로 만들었다.[37]
- KBS 《스타 골든벨》 - 서바이벌 슈퍼루키에서 가수 아이유가 "Gee"를 어쿠스틱 버전으로 불렀다.[38]
- SBS 《골드미스가 간다》에서 진재영, 장윤정, 신봉선이 "Gee" 뮤직비디오를 패러디했다.[39]
- 배우 이수경이 CF서 소녀시대의 "Gee"를 개사한 노래를 불러 패러디했다.[40]
- 배우 서우와 개그맨 신봉선이 휴대폰 광고에서 소녀시대 "Gee"를 개사한 노래를 불러 패러디했다.

## 트랙리스트
일본 CD 싱글
1. "Gee"
2. "Gee" (Korean Ver.)
3. "Gee" (Without Main Vocal)

## 차트
| 차트 (2010)             | 최고순위 |
| ----------------------- | -------- |
| 일본 싱글 차트 (오리콘) | 2        |
| 빌보드 재팬 핫 100      | 1        |
| RIAJ 디지털 트랙 차트   | 1        |

| 차트 (2010)                       | 최고순위 |
| --------------------------------- | -------- |
| 일본 싱글 차트 (오리콘)           | 49       |
| RIAJ 디지털 트랙 차트 연말 탑 100 | 1        |
| 차트 (2011)                       | 최고순위 |
| 빌보드 재팬 핫 100 연말차트       | 1        |
| 빌보드 재팬 핫 100 연말차트       | 1        |

| 인증기관                     | 판매량 인증              |
| ---------------------------- | ------------------------ |
| 오리콘 피지컬 판매량         | 200,392                  |
| RIAJ 피지컬 서핑 인증        | 골드 (100,000+)          |
| RIAJ 링톤 다운로드           | 더블 플래티넘 (500,000+) |
| RIAJ 풀 랭스 핸드폰 다운로드 | 더블 플래티넘 (500,000+) |
| RIAJ PC 다운로드             | 플래티넘 (250,000+)      |

## 발매일
| 국가 | 일정             | 포맷                     | 레이블                          |
| ---- | ---------------- | ------------------------ | ------------------------------- |
| 한국 | 2009년 1월 5일   | 디지털 다운로드          | SM 엔터테인먼트, 케이엠피홀딩스 |
| 한국 | 2009년 1월 7일   | CD                       | SM 엔터테인먼트, 케이엠피홀딩스 |
| 일본 | 2010년 10월 20일 | CD 싱글, 디지털 다운로드 | 나유타 웨이브                   |
| 한국 | 2010년 10월 20일 | CD 싱글, 디지털 다운로드 | SM 엔터테인먼트                 |